# Yves Cros
Yves Irenne Joseph Cros (* 5. Oktober 1923 in Aigues-Vives im Département Hérault; † 22. März 1995 in Béziers) war ein französischer Leichtathlet und Olympiateilnehmer, der bei den Europameisterschaften 1946 Europameister mit der 4-mal-400-Meter-Staffel wurde.
Cros verbesserte 1946 den französischen Landesrekord im 400-Meter-Hürdenlauf auf 52,6 Sekunden. Mit dieser Zeit belegte er den vierten Platz bei den Europameisterschaften in Oslo. Am Tag nach dem Hürdenfinale stand Cros mit der Staffel im Endlauf, in der Besetzung Bernard Santona, Yves Cros, Robert Chef d’Hôtel und Jacques Lunis gewannen die Franzosen in 3:14,4 Minuten knapp vor den Briten den Europameistertitel. Bei den Olympischen Spielen 1948 in London war Cros nur im Hürdenlauf am Start. Im Halbfinale verbesserte er seine persönliche Bestleistung auf 52,5 Sekunden und erreichte damit das Finale, dort wurde er in 53,3 Sekunden Fünfter.
Yves Cros war viermal französischer Meister im 400-Meter-Hürdenlauf: 1944, 1946. 1947 und 1949. Er hatte bei einer Körpergröße von 1,73 Meter ein Wettkampfgewicht von 67 Kilogramm.